# Crassula rudolfii
Crassula rudolfii (лат.) или Crassula rudolfi (лат.) — вид растений рода Толстянка (Crassula) семейства Толстянковые (Crassulaceae), естественно произрастающий на территории Капской провинции Южно-Африканской Республики.

## Название
Родовое латинское название Crassula происходит от латинского слова crassus, — «толстый», в основном из-за присутствия у растений этого рода сочных листьев.
Видовой латинский эпитет rudolfii был дан в честь Рудольфа Шлехтера, немецкого путешественника, коллекционера и ботаника из Берлина, который был специалистом по орхидеям.

## Ботаническое описание
Многолетние кустарники, достигающие высоты до 0,8 м, характеризуются сильной разветвленностью, иногда с вьющимися побегами, которые со временем становятся менее разветвленными. Молодые ветки покрыты отогнутыми волосками, а в старшем возрасте — грубой корой, при этом старые листья опадают. Листья узколанцетные, размером 8-15(-20) x 2(-3) мм, острые, выпуклые или слегка выпуклые сверху и сильно выпуклые снизу, с мелкими сосочками в молодости и раскидистыми краевыми ресничками. Они могут быть зеленого или сизо-зеленого оттенка, иногда коричневатого.
Цветки собраны в несколько округлых соцветий, каждое из которых содержит несколько дихазиев с цветками, расположенными чаще всего на некотором расстоянии друг от друга. Чашечные лопасти продолговато-треугольные, размером 1,5-2 мм, тупые, с мелкими сосочками и раскидистыми, слегка отогнутыми ресничками, окрашенные в зеленый. Венчик трубчатый, сросшийся у основания на примерно 0,8 мм, меняющий оттенок от белого к кремовому. Тычинки черного цвета.
Этот вид отличается от очень похожего Crassula pallens наличием ресничек на листьях и чашелистиках, грубой корой и более вьющейся формой.

## Таксономия
Crassula rudolfii Schönland & Baker f., первое упоминание в J. Bot. 36: 363 (1898).